# 福島第一原子力発電所3号機の建設
福島第一原子力発電所3号機の建設（ふくしまだいいちげんしりょくはつでんしょさんごうきのけんせつ）では、福島第一原子力発電所で建設された原子力発電プラントの内、3号機の建設史について述べる。3号機の形式はゼネラル・エレクトリック（GE）社の開発した沸騰水型原子炉に分類されるBWR-4、原子炉格納容器はMarkIである。

## 主契約者決定まで
過去の経緯から3号機は国産化率の大幅な上昇が見込まれていたため、受注争いは激化が予想されていた。
富士電機、川崎重工などを中心とする第一原子力産業グループ(FAPIG)も、当時AGRの国産化比率を従来の60%から80%に引き上げる内容の技術提携を開発元の英TNPGと結ぶ予定で、東京電力に売り込みを図っていた。
『日刊工業新聞』（1969年4月12日）は東京電力が3号機を国産とし1970年1月に着工、日立、東芝に発注する方針であると報じた。国産化率はこの時点では約80%と見積もられ、価格も2号機に比較し20%安価となるとの触れ込みであった。しかし、その後東京電力は共同制作で国産化した際に責任分担が曖昧となる点に懸念を示し、発注先を東芝一社に絞った。東芝が選択されたのは2号機での経験が日立と差をつけたためで、この実績にものを言わせて主契約者を独占した。
官庁への設置許可は1969年7月に申請された。

## 受注企業の様相
3号機の主契約者が東芝に内定した後も、東京電力は2号機の際と同様に、東芝、日立が共同して国産炉の受注体制を敷くように働きかけ、具体的なモデルとして、核燃料の分野において、GEの肝煎りでJNF社が合弁で設立された例を引き合いに出し、原子力機器分野限定で、同様の体制を提案していた。同社としてはメーカーが共同戦線を張ることで過当競争を防止し、技術向上に繋がることを意図したが、受注で一歩出遅れた日立は積極的な関心を示したものの、東芝は逆に受注で有利な体制を取っていた為、同社の金岩芳郎原子力本部長は「必ずしもGE系が一本にならなければメリットがないとは考えていない。必要なことはユーザーに対する責任体制の問題だと思う」とコメントしていた。
しかしながら、1969年9月の発注内示の前に、再び日立にも一部発注し、二本立てで国産技術を育成することが望ましいとして、同社にも一部を分担製作する方針に転換した。正式発注は10月3日に見積依頼という形で行われたが、格納容器、廃棄物処理設備などが日立に協力を仰ぐこととなった。また、正式発注以降、国産化率は90%とリリースされるようになったが、GEに発注するのは制御棒、再循環ポンプなどである。『日刊工業新聞』（1969年10月8日）によると製作シェアは東芝80%、日立10%、GE10%で、建設費は総額530億円と2号機より20億円値上がりした。理由は資材費、人件費の高騰だった。
3号機の内、圧力容器、格納容器は石川島播磨が東芝より受注し製造を担当するが、1969年8月の組織再編で石川島播磨の原子力部は東芝内に原子力容器部、動力開発部を新設する形で吸収された。
3号機の主幹企業は東芝となったが、それまでの習慣から東京電力の松永長男は契約書を双務契約的な内容に仕上げた。この時の雰囲気はGE相手の交渉と違って緊張感は無く、契約書を提示してしばらく後に東芝より礼の返事が来てあっさり成立したという。
なお、3号機における主な輸入品の一つは上記のように再循環ポンプで東芝は供給者としての立場だった。理由は、国内メーカーの経験不足が輸入継続とされたためである。再循環ポンプ用M-Gセットも同様に輸入であった。原子炉補助系では高圧注水系（HPCI）、原子炉隔離時冷却系（RCIC）用のタービンは冷態からの急速起動を要求されるため、条件によっては湿分が多い中での運転を強いられるため特殊な衝動タービンを採用しており、輸入品とされた。
本機の復水脱塩装置及び廃棄物処理系脱塩装置は荏原製作所が製作したが、同装置に使用されるイオン交換樹脂もそれまでのダウエツクス樹脂（日本国外製）から三菱化成製のダイヤイオンに変更された。従来品は強度が弱く粒度が不揃いで原子力用の特性にはマッチしない面があったことも国産品への切り替えを促したとされている。

## 設計

### 全般的事項
基本的には前作の2号機と同一設計、同一規模である。主契約者となった東芝は機器を国産化するだけではなく、基本計画から設計過程を経て製作、試運転までのエンジニアリングを含め、取りまとめ役として位置づけされた。また主契約者となったため建設に備え、EBASCO社より2号機の設計資料を購入し、機器の据付、配管に関するシビルエンジニアリングに役立て、且つ、契約期間5年で3号機の設計について同社のチェック・レビューを受ける契約を締結した。
葦原悦朗は本機を題材に冷却材喪失事故時の対策について述べているが、事故が放射性物質の放散を引き起こしている場合には、原子炉建屋の通常換気は取りやめられ、非常用ガス系を起動、原子炉建屋を第二の格納設備として機能させ、100%/dayの非常時換気率で内側を6㎜Aqの負圧に保ち、建屋からの直接漏洩を防止するように考えられていたという。
タービンバイパス系の処理能力は2号機同様、定格蒸気流量の25%が継続された。
原子炉圧力容器の板厚は規格としてASME-Section IIIを2号機同様に採用したため、応力解析を反映することが可能となり、1号機の160㎜より薄くなり140㎜となっている。安全弁3個、逃し弁8個が格納容器内の主蒸気管に取付され、安全弁の容量は定格蒸気流量の約85%とされた。
非常電源設備については、2台の18V40Xディーゼル発電機（新潟鉄工製）が設備され、うち1台は4号機との共用であった。その非常用負荷は6300kWで、これを駆動するため皮相電力は8125kVAの容量がある。排気塔は既設1，2号機用のものの南方に4号機と共用のものが新たに建設された。
プロセス計算機は1、2号機から変更され東芝製のTOSBAC7000/20が採用された。計測制御用のGE-MACシステムも本機では対応する国産品TOSMACシステムに置き換えられ国産化された。
建屋配置は同型の2号機となるべく合わせるように配慮されたが、サービス建屋を4号機と共用し、中央操作室（コントロール建屋）も4号機のそれと隣接させるように考えられたため、これら建屋の位置関係2号機とは異なる結果となり、電気機器の配置は重点的に検討が行われた。開閉所は1、2号機共用の開閉所の南側に4号機と共用のものを新設し、35mの高台ではなく切り崩して造成した用地に設けられた。
耐震設計は1号機と同様、建屋基盤における最大加速度を180Galとして、重要度に応じた区分を行いつつ実施されている。動的解析のための地震波は当地と類似した地盤を持つとされた米国タフト地震波、加えて当時よく使用されたエル・セントロ地震波が使用された。

### 新機軸
本機より採用された新機軸は下記の通りである。
- 放射線被曝低減対策としてタービン・グランドシール系蒸気に復水由来の蒸気を採用したクリーンシールシステムを竣工時より採用
- 放射線被曝低減対策として活性炭ホールド・アップ装置を採用し、炉起動、停止時を含めた排ガス処理を強化
- 液体漏洩防止策として建屋内を堰により区分し、漏洩検出装置を強化
- 運転員のプラント運転状況把握を容易化するためカラーCRTを採用
- 3、4号機タービン建屋クレーンを共用化、タービン可動壁採用。

## 施工
当初1970年1月着工の予定であったが、実際の
工事着手は1970年8月、以来1974年8月1日に燃料装荷を開始するまで、各工程に要した期間は概略下記のようになった。
- 土木・建築工事：約24ヶ月
- 機器配管類据付主体工事：約14ヶ月
- 配管・電線類据付工事/系統試験の併行工事：約6ヶ月
- 系統主体試験：約4ヶ月

上記工程全体での延長期間は約4ヶ月と報告されている。上記工程を原子炉圧力容器第一次水圧試験から燃料装荷まででカウントすると約11ヶ月となる。これを分析評価すると逃がし安全弁を米国からの輸入品より国産品に切り替えたことによる改造工事、および被曝低減対策に伴う改造工事が長期化に寄与しているという。
燃料装荷後核加熱試験に入ったが、1975年2月、米国プラントにてECCS配管に応力腐食割れが発見されたため、非破壊検査を追加実施し、約1ヶ月試験を中断した。
先に運開した2号機でLRPMの振動によりチャネルボックスが損傷するトラブルがあった。原因はLPRMの冷却水穴をGEが水力学的考慮を欠いて設計ミスしたことであったが、東京電力側の機械担当もこのミスを見抜けず反省したという。
このため、同一設計の3号機は2号機の修理結果を見てから同一対策することとなり、出力60％ならLRPM振動が出ないことも判明したため、初併入が1974年10月26日であったにもかかわらず、1976年3月27日に運転開始と約1.5年を要した。具体的には1975年6月より10月まで低流量低出力運転、10月より1976年1月までは本機を全面停止して炉内計装管振動防止対策を実施した。このため、運転開始前も60％運転で電力供給に貢献しているという。
当初本機は1974年12月の運転開始を目標として工事が進められたがオイルショック後に工事ペースを落とされた。1976年初頭、併行して工事に入っていた4～6号機が軒並み工程を繰り延べされる中、本機はその対象にはならなかった。
こうして、3号機は1976年3月に商業運転を開始した。

## 備考
なお、本機は2011年3月、福島第一原子力発電所事故で炉心溶融ならびに水素爆発を起こし、廃止措置が決定した。